# Platysenta paupera
Platysenta paupera är en fjärilsart som beskrevs av Walker 1858. Platysenta paupera ingår i släktet Platysenta och familjen nattflyn. Inga underarter finns listade i Catalogue of Life.